# Развёртывающаяся поверхность

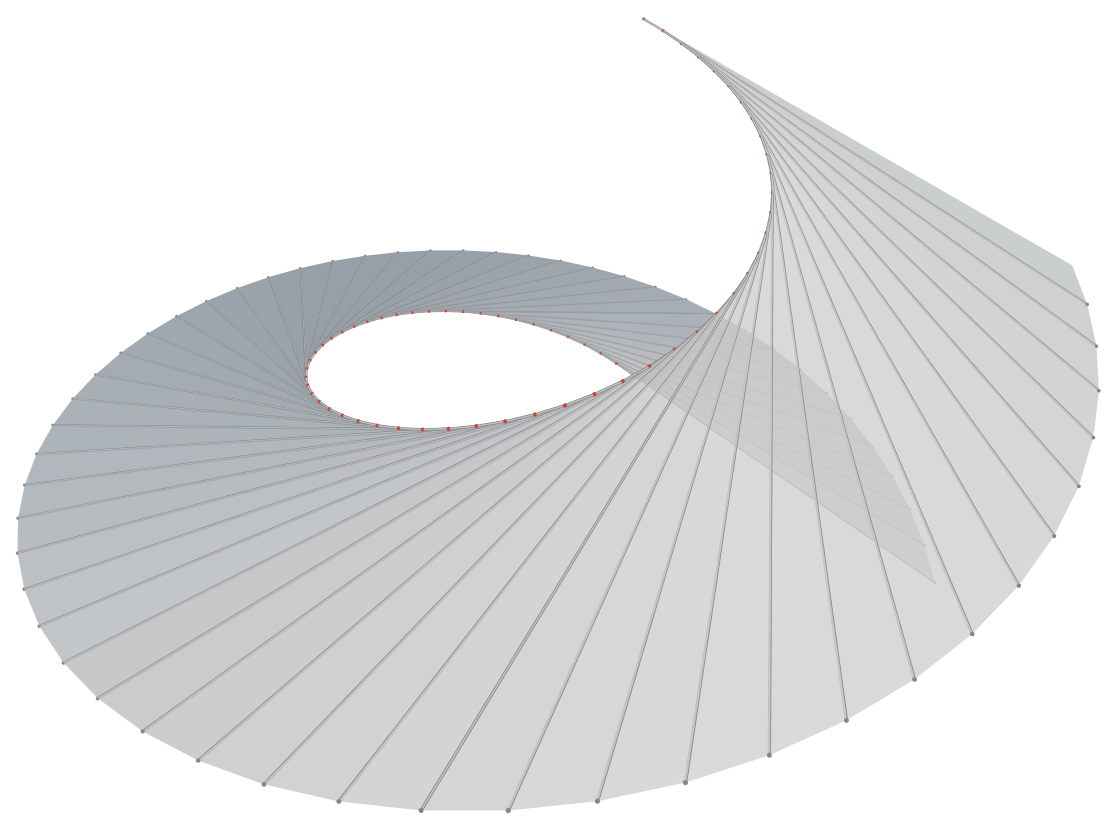
Развёртывающаяся поверхность, образованная касательными к трёхмерной кривой

Развёртывающаяся поверхность (англ. developable surface), или торс (англ. torse), ― поверхность, обладающая нулевой гауссовой кривизной.
Такая поверхность при помощи изгибания может быть наложена на плоскость. Обратно, развёртывающаяся поверхность может быть получена преобразованиями плоскости (например, сгибанием, свёрткой, склеиванием). Это следует из общей теоремы, гласящей, что две поверхности путём изгибания можно перевести друг в друга, когда обе поверхности имеют всюду постоянную и одинаковую гауссову кривизну.
Если у поверхностей переменная гауссова кривизна, то такого же простого достаточного условия перевода поверхностей друг в друга путём изгибания не существует. Необходимо отобразить поверхности друг в друга так, чтобы их гассова кривизна совпала во всех точках. Но этого условия недостаточно. Это легко выяснить при рассмотрении поверхностей вращения.
В трёхмерном пространстве развёртывающаяся поверхность является линейчатой, но в четырёхмерном случае это свойство уже не всегда выполняется.
Среди примеров развёртывающихся поверхностей в трёхмерном пространстве:
- цилиндры и, в общем случае, цилиндрические поверхности;
- конусы и, обобщённо, конические поверхности;
- олоид;
- плоскость (тривиально).

Параметр распределения обращается в нуль для всех развертывающихся поверхностей, кроме цилиндрических.
Если образующие развёртывающейся поверхности параллельны одной и той же прямой, то она — цилиндр, если проходят через одну точку, то она — конус. В остальных случаях развёртывающаяся поверхность образована касательными к некоторой кривой, которая называется ребром возврата развёртывающейся поверхности.
Для того чтобы некоторая кривая на некоторой поверхности была её линией кривизны, необходимо и достаточно, чтобы нормали вдоль этой линии образовывали развёртывающуюся поверхность.